# Championnat d'Europe de futsal 2022
Navigation
Euro 2018 Euro 2026
Le Championnat d'Europe de futsal 2022 est la douzième édition du Championnat d'Europe de futsal, compétition organisée par l'Union des associations européennes de football. Il se déroule aux Pays-Bas du 19 janvier au 6 février 2022, dans le Ziggo Dome d'Amsterdam et le MartiniPlaza (en) de Groningue.
À compter de cette édition, le tournoi accueille quatre équipes supplémentaires ce qui porte à seize le nombre de prétendants au titre européen. Il a également lieu tous les quatre ans au lieu du rythme biennal qu'il suivait jusqu'alors.

## Organisation

### Villes et salles retenues
Les Pays-Bas sont retenu pour accueillir l'Euro 2022 de futsal de l'UEFA après avoir été sélectionnés lors de la réunion du Comité exécutif de l'UEFA du 24 septembre 2019 à Ljubljana. La Fédération néerlandaise de football (KNVB) accueille son premier tournoi majeur de futsal depuis la première Coupe du monde de la FIFA en 1989.
La compétition se déroule dans deux salles :
- Ziggo Dome à Amsterdam (pour la phase de groupes et phase à élimination directe) : salle de 10500 places ouvre en 2012 et accueille d'importants sports en salle et concerts[3] ;

- MartiniPlaza à Groningue (uniquement pour la phase de groupes) : salle de 3900 places ouvre en 1989 et est agrandie en 2000[3]. Elle accueille de grands événements de tennis et de basket ainsi que des concerts et des expositions[3]. L'équipe de basket de Donar y joue à domicile[3].

| Salle    | Ziggo Dome Amsterdam Arena | MartiniPlaza (en) Groningen Arena |
| -------- | -------------------------- | --------------------------------- |
|          |                            |                                   |
| Ville    | Amsterdam                  | Groningue                         |
| Capacité | 10 500                     | 4 500                             |

### Équipes qualifiées
Les quinze qualifiés aux côtés du pays organisateur néerlandais sont déterminés entre le 29 janvier 2020 et octobre 2021. En mars 2020, à la suite de l'évolution de la pandémie de Covid-19 en Europe et des restrictions de voyage qu'elle impose, le Comité exécutif de l'UEFA reporte les dates des qualifications et décide que les matches de barrage se terminent le 17 novembre 2021.
La Bosnie-Herzégovine, la Finlande, la Géorgie et la Slovaquie font leurs débuts dans la compétition. Tandis que tous les précédents vainqueurs de l'Euro de futsal sont présents.
| Équipe             | Parcours             | Date de qualification | Phase finale | Dernière participation | Meilleure performance | Euro 2018       |
| ------------------ | -------------------- | --------------------- | ------------ | ---------------------- | --------------------- | --------------- |
| Pays-Bas           | Qualifiée d'office   | 24 septembre 2019     | 6e           | 2014                   | 4e place              | non qualifiés   |
| Azerbaïdjan        | 1er du groupe 3      | 9 mars 2021           | 5e           | 2018                   | 4e place              | Quart-de-finale |
| Croatie            | 1er du groupe 1      | 9 mars 2021           | 6e           | 2016                   | 4e place              | non qualifiée   |
| Espagne            | 1er du groupe 6      | 9 mars 2021           | 12e          | 2018                   | Vainqueur (×7)        | Finaliste       |
| Italie             | 1er du groupe 7      | 9 mars 2021           | 12e          | 2018                   | Vainqueur (×2)        | 1er tour        |
| Russie             | 1er du groupe 2      | 9 mars 2021           | 12e          | 2018                   | Vainqueur             | 3e place        |
| Bosnie-Herzégovine | 1er du groupe 4      | 10 mars 2021          | 1re          | aucune                 | -                     | non qualifiée   |
| Kazakhstan         | 1er du groupe 5      | 6 avril 2021          | 3e           | 2018                   | 3e place              | 4e place        |
| Géorgie            | 2e du groupe 2       | 9 avril 2021          | 1re          | aucune                 | -                     | non qualifiée   |
| Slovénie           | 2e du groupe 6       | 12 avril 2021         | 7e           | 2018                   | Quart-de-finale       | Quart-de-finale |
| Portugal           | 1er du groupe 8      | 12 avril 2021         | 10e          | 2018                   | Vainqueur             | Vainqueur       |
| Finlande           | 2e du groupe 7       | 13 avril 2021         | 1re          | aucune                 | -                     | non qualifiée   |
| Slovaquie          | 2e du groupe 3       | 13 avril 2021         | 1re          | aucune                 | -                     | non qualifiée   |
| Pologne            | 2e du groupe 8       | 14 avril 2021         | 3e           | 2018                   | 1er tour              | 1er tour        |
| Ukraine            | 2e du groupe 1       | 14 avril 2021         | 11e          | 2018                   | Finaliste             | Quart-de-finale |
| Serbie             | Vainqueur du barrage | 17 novembre 2021      | 6e           | 2018                   | 4e place              | Quart-de-finale |

### Format
L'édition 2022 de l'Euro de futsal est la première depuis le passage du tournoi biennal de 12 équipes à une phase finale à 16 nations, organisée tous les quatre ans.
Les deux premiers des quatre groupes sont qualifiés pour les quarts de finale, premier tour de la phase à élimination directe.

## Phase de groupes

### Tirage au sort
Le tirage au sort est effectué la 18 octobre 2021 au KNVB Campus de Zeist, afin de constituer quatre groupes de quatre équipes. La phase finale est aussi prétirée au sort.
| Chapeau 1                          | Chapeau 2                         | Chapeau 3                                 | Chapeau 4                                       |
| ---------------------------------- | --------------------------------- | ----------------------------------------- | ----------------------------------------------- |
| Espagne Russie Portugal Kazakhstan | Croatie Azerbaïdjan Serbie Italie | Ukraine Serbie Bosnie-Herzégovine Pologne | Finlande Slovaquie Géorgie Pays-Bas (Pays hôte) |

### Groupe A
| Rang | Équipe   | Pts | J | G | N | P | Bp | Bc | Diff |
| ---- | -------- | --- | - | - | - | - | -- | -- | ---- |
| 1    | Portugal | 9   | 3 | 3 | 0 | 0 | 9  | 3  | +6   |
| 2    | Ukraine  | 3   | 3 | 1 | 0 | 2 | 8  | 5  | +3   |
| 3    | Pays-Bas | 3   | 3 | 1 | 0 | 2 | 6  | 9  | -3   |
| 4    | Serbie   | 3   | 3 | 1 | 0 | 2 | 6  | 12 | -6   |

| Date            | Lieu                         | Équipe 1 | Résultat | Équipe 2 |
| --------------- | ---------------------------- | -------- | -------- | -------- |
| 19 janvier 2022 | Ziggo Dome, Amsterdam        | Serbie   | 2 – 4    | Portugal |
| 19 janvier 2022 | Ziggo Dome, Amsterdam        | Pays-Bas | 3 – 2    | Ukraine  |
| 23 janvier 2022 | Ziggo Dome, Amsterdam        | Serbie   | 1 – 6    | Ukraine  |
| 23 janvier 2022 | Ziggo Dome, Amsterdam        | Portugal | 4 – 1    | Pays-Bas |
| 28 janvier 2022 | Ziggo Dome, Amsterdam        | Ukraine  | 0 – 1    | Portugal |
| 28 janvier 2022 | MartiniPlaza (en), Groningue | Pays-Bas | 2 – 3    | Serbie   |

### Groupe B
| Rang | Équipe     | Pts | J | G | N | P | Bp | Bc | Diff |
| ---- | ---------- | --- | - | - | - | - | -- | -- | ---- |
| 1    | Kazakhstan | 7   | 3 | 2 | 1 | 0 | 14 | 7  | +7   |
| 2    | Finlande   | 4   | 3 | 1 | 1 | 1 | 7  | 10 | -3   |
| 3    | Slovénie   | 2   | 3 | 0 | 2 | 1 | 7  | 8  | -1   |
| 4    | Italie     | 2   | 3 | 0 | 2 | 1 | 6  | 9  | -3   |

| Date            | Lieu                         | Équipe 1   | Résultat | Équipe 2   |
| --------------- | ---------------------------- | ---------- | -------- | ---------- |
| 20 janvier 2022 | MartiniPlaza (en), Groningue | Italie     | 3 – 3    | Finlande   |
| 20 janvier 2022 | MartiniPlaza (en), Groningue | Kazakhstan | 4 – 4    | Slovénie   |
| 24 janvier 2022 | MartiniPlaza (en), Groningue | Italie     | 2 – 2    | Slovénie   |
| 24 janvier 2022 | MartiniPlaza (en), Groningue | Finlande   | 2 – 6    | Kazakhstan |
| 28 janvier 2022 | MartiniPlaza (en), Groningue | Slovénie   | 1 – 2    | Finlande   |
| 28 janvier 2022 | Ziggo Dome, Amsterdam        | Kazakhstan | 4 – 1    | Italie     |

### Groupe C
| Rang | Équipe    | Pts | J | G | N | P | Bp | Bc | Diff |
| ---- | --------- | --- | - | - | - | - | -- | -- | ---- |
| 1    | Russie    | 9   | 3 | 3 | 0 | 0 | 16 | 2  | +14  |
| 2    | Slovaquie | 4   | 3 | 1 | 1 | 1 | 8  | 12 | -4   |
| 3    | Croatie   | 3   | 3 | 1 | 0 | 2 | 6  | 10 | -4   |
| 4    | Pologne   | 1   | 3 | 0 | 1 | 2 | 4  | 10 | -6   |

| Date            | Lieu                         | Équipe 1  | Résultat | Équipe 2  |
| --------------- | ---------------------------- | --------- | -------- | --------- |
| 21 janvier 2022 | Ziggo Dome, Amsterdam        | Pologne   | 1 – 3    | Croatie   |
| 21 janvier 2022 | Ziggo Dome, Amsterdam        | Russie    | 7 – 1    | Slovaquie |
| 25 janvier 2022 | Ziggo Dome, Amsterdam        | Pologne   | 2 – 2    | Slovaquie |
| 25 janvier 2022 | Ziggo Dome, Amsterdam        | Croatie   | 0 – 4    | Russie    |
| 29 janvier 2022 | Ziggo Dome, Amsterdam        | Slovaquie | 5 – 3    | Croatie   |
| 29 janvier 2022 | MartiniPlaza (en), Groningue | Russie    | 5 – 1    | Pologne   |

### Groupe D
| Rang | Équipe             | Pts | J | G | N | P | Bp | Bc | Diff |
| ---- | ------------------ | --- | - | - | - | - | -- | -- | ---- |
| 1    | Espagne            | 7   | 3 | 2 | 1 | 0 | 15 | 3  | +12  |
| 2    | Géorgie            | 6   | 3 | 2 | 0 | 1 | 5  | 11 | -6   |
| 3    | Azerbaïdjan        | 4   | 3 | 1 | 1 | 1 | 8  | 7  | +1   |
| 4    | Bosnie-Herzégovine | 0   | 3 | 0 | 0 | 3 | 4  | 11 | -7   |

| Date            | Lieu                         | Équipe 1           | Résultat | Équipe 2           |
| --------------- | ---------------------------- | ------------------ | -------- | ------------------ |
| 22 janvier 2022 | MartiniPlaza (en), Groningue | Espagne            | 5 – 1    | Bosnie-Herzégovine |
| 22 janvier 2022 | MartiniPlaza (en), Groningue | Géorgie            | 3 – 2    | Azerbaïdjan        |
| 26 janvier 2022 | MartiniPlaza (en), Groningue | Espagne            | 2 – 2    | Azerbaïdjan        |
| 26 janvier 2022 | MartiniPlaza (en), Groningue | Bosnie-Herzégovine | 1 – 2    | Géorgie            |
| 29 janvier 2022 | MartiniPlaza (en), Groningue | Géorgie            | 0 – 8    | Espagne            |
| 29 janvier 2022 | Ziggo Dome, Amsterdam        | Azerbaïdjan        | 4 – 2    | Bosnie-Herzégovine |

## Phase à élimination directe

### Tableau
Le schéma de la phase à élimination directe est prédéterminé avant le début de la compétition.
|  | Quarts de finale                       | Quarts de finale                       | Quarts de finale                       | Quarts de finale                       |          |          | Demi-finales                          | Demi-finales                          | Demi-finales                          | Demi-finales                          |                                       |                                       | Finale                                | Finale                                | Finale                                | Finale                                |
|  |                                        |                                        |                                        |                                        |          |          |                                       |                                       |                                       |                                       |                                       |                                       |                                       |                                       |                                       |                                       |
|  | 31 janvier 2022, Ziggo Dome, Amsterdam | 31 janvier 2022, Ziggo Dome, Amsterdam | 31 janvier 2022, Ziggo Dome, Amsterdam | 31 janvier 2022, Ziggo Dome, Amsterdam |          |          | 4 février 2022, Ziggo Dome, Amsterdam | 4 février 2022, Ziggo Dome, Amsterdam | 4 février 2022, Ziggo Dome, Amsterdam | 4 février 2022, Ziggo Dome, Amsterdam |                                       |                                       | 6 février 2022, Ziggo Dome, Amsterdam | 6 février 2022, Ziggo Dome, Amsterdam | 6 février 2022, Ziggo Dome, Amsterdam | 6 février 2022, Ziggo Dome, Amsterdam |
|  | 31 janvier 2022, Ziggo Dome, Amsterdam | 31 janvier 2022, Ziggo Dome, Amsterdam | 31 janvier 2022, Ziggo Dome, Amsterdam | 31 janvier 2022, Ziggo Dome, Amsterdam |          |          | 4 février 2022, Ziggo Dome, Amsterdam | 4 février 2022, Ziggo Dome, Amsterdam | 4 février 2022, Ziggo Dome, Amsterdam | 4 février 2022, Ziggo Dome, Amsterdam |                                       |                                       | 6 février 2022, Ziggo Dome, Amsterdam | 6 février 2022, Ziggo Dome, Amsterdam | 6 février 2022, Ziggo Dome, Amsterdam | 6 février 2022, Ziggo Dome, Amsterdam |
|  | 1er Grp A                              | Portugal                               | 3                                      | 3                                      |          |          | 4 février 2022, Ziggo Dome, Amsterdam | 4 février 2022, Ziggo Dome, Amsterdam | 4 février 2022, Ziggo Dome, Amsterdam | 4 février 2022, Ziggo Dome, Amsterdam |                                       |                                       | 6 février 2022, Ziggo Dome, Amsterdam | 6 février 2022, Ziggo Dome, Amsterdam | 6 février 2022, Ziggo Dome, Amsterdam | 6 février 2022, Ziggo Dome, Amsterdam |
|  | 1er Grp A                              | Portugal                               | 3                                      | 3                                      |          |          | 4 février 2022, Ziggo Dome, Amsterdam | 4 février 2022, Ziggo Dome, Amsterdam | 4 février 2022, Ziggo Dome, Amsterdam | 4 février 2022, Ziggo Dome, Amsterdam |                                       |                                       | 6 février 2022, Ziggo Dome, Amsterdam | 6 février 2022, Ziggo Dome, Amsterdam | 6 février 2022, Ziggo Dome, Amsterdam | 6 février 2022, Ziggo Dome, Amsterdam |
|  | 2e Grp B                               | Finlande                               | 2                                      | 2                                      |          |          | 4 février 2022, Ziggo Dome, Amsterdam | 4 février 2022, Ziggo Dome, Amsterdam | 4 février 2022, Ziggo Dome, Amsterdam | 4 février 2022, Ziggo Dome, Amsterdam |                                       |                                       | 6 février 2022, Ziggo Dome, Amsterdam | 6 février 2022, Ziggo Dome, Amsterdam | 6 février 2022, Ziggo Dome, Amsterdam | 6 février 2022, Ziggo Dome, Amsterdam |
|  | 2e Grp B                               | Finlande                               | 2                                      | 2                                      | Portugal | Portugal | 3                                     | 3                                     |                                       |                                       |                                       |                                       | 6 février 2022, Ziggo Dome, Amsterdam | 6 février 2022, Ziggo Dome, Amsterdam | 6 février 2022, Ziggo Dome, Amsterdam | 6 février 2022, Ziggo Dome, Amsterdam |
|  | 1 février 2022, Ziggo Dome, Amsterdam  |                                        |                                        |                                        | Portugal | Portugal | 3                                     | 3                                     |                                       |                                       |                                       |                                       | 6 février 2022, Ziggo Dome, Amsterdam | 6 février 2022, Ziggo Dome, Amsterdam | 6 février 2022, Ziggo Dome, Amsterdam | 6 février 2022, Ziggo Dome, Amsterdam |
|  |                                        |                                        | Espagne                                | Espagne                                | 2        | 2        |                                       |                                       |                                       |                                       |                                       |                                       | 6 février 2022, Ziggo Dome, Amsterdam | 6 février 2022, Ziggo Dome, Amsterdam | 6 février 2022, Ziggo Dome, Amsterdam | 6 février 2022, Ziggo Dome, Amsterdam |
|  | 1er Grp D                              | Espagne                                | Espagne                                | Espagne                                | 2        | 2        | 5                                     | 5                                     |                                       |                                       |                                       |                                       | 6 février 2022, Ziggo Dome, Amsterdam | 6 février 2022, Ziggo Dome, Amsterdam | 6 février 2022, Ziggo Dome, Amsterdam | 6 février 2022, Ziggo Dome, Amsterdam |
|  | 1er Grp D                              | Espagne                                | 4 février 2022, Ziggo Dome, Amsterdam  |                                        |          |          | 5                                     | 5                                     |                                       |                                       |                                       |                                       | 6 février 2022, Ziggo Dome, Amsterdam | 6 février 2022, Ziggo Dome, Amsterdam | 6 février 2022, Ziggo Dome, Amsterdam | 6 février 2022, Ziggo Dome, Amsterdam |
|  | 2e Grp C                               | Slovaquie                              | 1                                      | 1                                      |          |          |                                       |                                       |                                       |                                       |                                       |                                       | 6 février 2022, Ziggo Dome, Amsterdam | 6 février 2022, Ziggo Dome, Amsterdam | 6 février 2022, Ziggo Dome, Amsterdam | 6 février 2022, Ziggo Dome, Amsterdam |
|  | 2e Grp C                               | Slovaquie                              | 1                                      | 1                                      | Portugal | Portugal | 4                                     | 4                                     |                                       |                                       |                                       |                                       |                                       |                                       |                                       |                                       |
|  | 31 janvier 2022, Ziggo Dome, Amsterdam |                                        |                                        |                                        | Portugal | Portugal | 4                                     | 4                                     |                                       |                                       |                                       |                                       |                                       |                                       |                                       |                                       |
|  |                                        |                                        | Russie                                 | Russie                                 | 2        | 2        |                                       |                                       |                                       |                                       |                                       |                                       |                                       |                                       |                                       |                                       |
|  | 1er Grp B                              | Kazakhstan                             | Russie                                 | Russie                                 | 2        | 2        | 3                                     | 3                                     |                                       |                                       |                                       |                                       |                                       |                                       |                                       |                                       |
|  | 1er Grp B                              | Kazakhstan                             |                                        |                                        |          |          |                                       |                                       |                                       |                                       |                                       |                                       |                                       |                                       |                                       |                                       |
|  | 2e Grp A                               | Ukraine                                | 5                                      | 5                                      |          |          |                                       |                                       |                                       |                                       |                                       |                                       |                                       |                                       |                                       |                                       |
|  | 2e Grp A                               | Ukraine                                | 5                                      | 5                                      | Ukraine  | Ukraine  | 2                                     | 2                                     | Match pour la troisième place         | Match pour la troisième place         | Match pour la troisième place         | Match pour la troisième place         |                                       |                                       |                                       |                                       |
|  | 1 février 2022, Ziggo Dome, Amsterdam  |                                        |                                        |                                        | Ukraine  | Ukraine  | 2                                     | 2                                     | Match pour la troisième place         | Match pour la troisième place         | Match pour la troisième place         | Match pour la troisième place         |                                       |                                       |                                       |                                       |
|  |                                        |                                        | Russie                                 | Russie                                 | 3        | 3        |                                       |                                       | 6 février 2022, Ziggo Dome, Amsterdam | 6 février 2022, Ziggo Dome, Amsterdam | 6 février 2022, Ziggo Dome, Amsterdam | 6 février 2022, Ziggo Dome, Amsterdam |                                       |                                       |                                       |                                       |
|  | 1er Grp C                              | Russie                                 | Russie                                 | Russie                                 | 3        | 3        | 3                                     | 3                                     | 6 février 2022, Ziggo Dome, Amsterdam | 6 février 2022, Ziggo Dome, Amsterdam | 6 février 2022, Ziggo Dome, Amsterdam | 6 février 2022, Ziggo Dome, Amsterdam |                                       |                                       |                                       |                                       |
|  | 1er Grp C                              | Russie                                 |                                        |                                        |          |          |                                       | 3                                     |                                       |                                       | Espagne                               | Espagne                               | 4                                     | 4                                     |                                       |                                       |
|  | 2e Grp d                               | Géorgie                                | 1                                      | 1                                      |          |          |                                       |                                       |                                       |                                       | Espagne                               | Espagne                               | 4                                     | 4                                     |                                       |                                       |
|  | 2e Grp d                               | Géorgie                                | 1                                      | 1                                      | Ukraine  | Ukraine  | 1                                     | 1                                     |                                       |                                       |                                       |                                       |                                       |                                       |                                       |                                       |
|  |                                        |                                        |                                        |                                        |          |          |                                       |                                       |                                       |                                       |                                       |                                       |                                       |                                       |                                       |                                       |

### Quarts de finale
La Slovaquie, la Finlande et la Géorgie sont trois pays disputant leur première phase finale à se qualifier pour les quarts de finale. Avant cette phase finale, seuls deux nouveaux venus avaient franchi la phase de groupes : l'Azerbaïdjan en 2010 et le Kazakhstan en 2016.
| 31 janvier 2022 | Portugal                                | 3 – 2   | Finlande             |                                                                    |                                                                    |
| 17:00           | Afonso Jesus 3e 14e · Miguel Ângelo 30e | (2 - 1) | 9e Hosio · 27e Autio | Ziggo Dome, Amsterdam Arbitrage : Gábor Kovács et Cédric Pelissier | Ziggo Dome, Amsterdam Arbitrage : Gábor Kovács et Cédric Pelissier |
| 17:00           | rapport                                 |         |                      | Ziggo Dome, Amsterdam Arbitrage : Gábor Kovács et Cédric Pelissier | Ziggo Dome, Amsterdam Arbitrage : Gábor Kovács et Cédric Pelissier |

| 31 janvier 2022 | Kazakhstan                          | 3 – 5   | Ukraine                                                             |                                                                                          |                                                                                          |
| 20:00           | Douglas Júnior 34e · Orazov 37e 39e | (0 - 1) | 15e Shoturma · 25e Korsun · 30e Zvarych · 39e Razuvanov · 39e Lebid | Ziggo Dome, Amsterdam Arbitrage : Juan José Cordero Gallardo - Alejandro Martinez Flores | Ziggo Dome, Amsterdam Arbitrage : Juan José Cordero Gallardo - Alejandro Martinez Flores |
| 20:00           | rapport                             |         |                                                                     | Ziggo Dome, Amsterdam Arbitrage : Juan José Cordero Gallardo - Alejandro Martinez Flores | Ziggo Dome, Amsterdam Arbitrage : Juan José Cordero Gallardo - Alejandro Martinez Flores |

| 1er février 2022 | Russie                          | 3 – 1   | Géorgie          |                                                              |                                                              |
| 17:00            | Niyazov 23e · Chishkala 27e 39e | (0 - 0) | 24e Petry Branco | Ziggo Dome, Amsterdam Arbitrage : Ondřej Černý et Jan Kresta | Ziggo Dome, Amsterdam Arbitrage : Ondřej Černý et Jan Kresta |
| 17:00            | rapport                         |         |                  | Ziggo Dome, Amsterdam Arbitrage : Ondřej Černý et Jan Kresta | Ziggo Dome, Amsterdam Arbitrage : Ondřej Černý et Jan Kresta |

| 1er février 2022 | Espagne                                              | 5 – 1   | Slovaquie  |                                                                    |                                                                    |
| 20:00            | Mellado 1re 23e · Sergio Lozano 10e · Campos 15e 34e | (3 - 0) | 34e Serbin | Ziggo Dome, Amsterdam Arbitrage : Nicola Manzione et Chiara Perona | Ziggo Dome, Amsterdam Arbitrage : Nicola Manzione et Chiara Perona |
| 20:00            | rapport                                              |         |            | Ziggo Dome, Amsterdam Arbitrage : Nicola Manzione et Chiara Perona | Ziggo Dome, Amsterdam Arbitrage : Nicola Manzione et Chiara Perona |

La Russie remporte alors les dix matches de sa campagne jusqu'à présent, y compris les qualifications – neuf était déjà un record.

### Demi-finales
En demi-finale, les Portugais remontent deux buts à l'Espagne pour se qualifier (3-2).
| 4 février 2022 | Ukraine                  | 2 – 3   | Russie                                   |                                                                       |                                                                       |
| 17:00          | Siryi 16e · Abakshyn 35e | (1 - 2) | 2e Sokolov · 15e Afanasyev · 31e Niyazov | Ziggo Dome, Amsterdam Arbitrage : Nicola Manzione et Cédric Pelissier | Ziggo Dome, Amsterdam Arbitrage : Nicola Manzione et Cédric Pelissier |
| 17:00          | rapport                  |         |                                          | Ziggo Dome, Amsterdam Arbitrage : Nicola Manzione et Cédric Pelissier | Ziggo Dome, Amsterdam Arbitrage : Nicola Manzione et Cédric Pelissier |

| 4 février 2022 | Portugal                                   | 3 – 2   | Espagne                    |                                                                |                                                                |
| 20:00          | Bruno Coelho 28e (pen.) · Zicky Té 31e 38e | (0 - 2) | 1re Raúl Gómez · 13e Chino | Ziggo Dome, Amsterdam Arbitrage : Nikola Jelić et Vedran Babić | Ziggo Dome, Amsterdam Arbitrage : Nikola Jelić et Vedran Babić |
| 20:00          | rapport                                    |         |                            | Ziggo Dome, Amsterdam Arbitrage : Nikola Jelić et Vedran Babić | Ziggo Dome, Amsterdam Arbitrage : Nikola Jelić et Vedran Babić |

### Match pour la troisième place
| 6 février 2022 | Espagne                                           | 4 – 1   | Ukraine          | Ziggo Dome, Amsterdam                                                |                                                                      |
| 14:30          | Mellado 11e · Solano 18e · Boyis 31e · Adolfo 32e | (2 - 1) | 17e Cherniavskyi | Arbitrage : Eduardo Fernandes Coelho & Cristiano José Cardoso Santos | Arbitrage : Eduardo Fernandes Coelho & Cristiano José Cardoso Santos |
| 14:30          | rapport                                           |         |                  | Arbitrage : Eduardo Fernandes Coelho & Cristiano José Cardoso Santos | Arbitrage : Eduardo Fernandes Coelho & Cristiano José Cardoso Santos |

L'Espagne maintient sa performance d'avoir toujours terminé dans les trois premiers de chacune des douze éditions de l'Euro de futsal. Les Espagnols terminent la compétition, y compris les qualifications, avec 72 buts, battant le précédent record de 69 établi par la Russie lors de l'édition inaugurale de 1996.
Le quadruple champion Ortiz conclut son septième Euro de futsal, un record. Il est logiquement le joueur le plus capé (35 sélections en phase finale, 55 qualifications comprises). Le capitaine espagnol fait alors sa 215e et dernière apparition en équipe d'Espagne après quinze ans de carrière internationale.

### Finale
| 6 février 2022 | Portugal                                                                | 4 – 2   | Russie                      | Ziggo Dome, Amsterdam                                              |                                                                    |
| 17:30          | Tomás Paçó 19e · Putilov 26e (csc) · André Coelho 32e · Pany Varela 40e | (0 - 2) | 10e Sokolov · 13e Afanasyev | Arbitrage : Juan José Cordero Gallardo & Alejandro Martinez Flores | Arbitrage : Juan José Cordero Gallardo & Alejandro Martinez Flores |
| 17:30          | rapport                                                                 |         |                             | Arbitrage : Juan José Cordero Gallardo & Alejandro Martinez Flores | Arbitrage : Juan José Cordero Gallardo & Alejandro Martinez Flores |

| PORTUGAL:       |    |               |
|                 |    |               |
| Titulaire :     |    |               |
| Gardien de but  | 1  | André Sousa   |
| JdC             | 8  | Erick         |
| JdC             | 9  | João Matos    |
| JdC             | 10 | Bruno Coelho  |
| JdC             | 11 | Pany Varela   |
| Remplaçants :   |    |               |
| Gardien de but  | 12 | Edu           |
| JdC             | 2  | André Coelho  |
| JdC             | 3  | Tomás Paço    |
| JdC             | 4  | Afonso Jesus  |
| JdC             | 5  | Fábio Cecílio |
| JdC             | 6  | Zicky Té      |
| JdC             | 7  | Miguel Ângelo |
| JdC             | 13 | Tiago Brito   |
| JdC             | 14 | Pauleta       |
| Sélectionneur : |    |               |
|                 |    | Jorge Braz    |

| RUSSIE:         |    |                   |
|                 |    |                   |
| Titulaire :     |    |                   |
| Gardien de but  | 16 | Dmitri Putilov    |
| JdC             | 4  | Artem Antoshkin   |
| JdC             | 12 | Ivan Chishkala    |
| JdC             | 14 | Daniil Davydov    |
| JdC             | 18 | Andrei Afanasyev  |
| Remplaçants :   |    |                   |
| Gardien de but  | 1  | Georgi Zamtaradze |
| JdC             | 7  | Ivan Milovanov    |
| JdC             | 9  | Sergei Abramov    |
| JdC             | 11 | Artem Niyazov     |
| JdC             | 13 | Sergei Abramovich |
| JdC             | 17 | Sokolov           |
| JdC             | 19 | Paulinho          |
| JdC             | 20 | Nando             |
| JdC             |    |                   |
| Sélectionneur : |    |                   |
|                 |    | Sergei Skorovich  |

Après l'Euro 2018 et la Coupe du monde 2021, le Portugal remporte une troisième compétition internationale de suite en futsal. Pour conserver son titre, la Seleção das Quinas renverse la Russie en finale : 4-2 après avoir été mené 0-2, grâce à un doublé d'André Coelho,. L'équipe de Jorge Braz s'impose pour la troisième fois dans ce tournoi après avoir été menée 2-0 (match d'ouverture contre la Serbie puis demi-finale contre l'Espagne).
Le Portugal est alors invaincu en 33 matches de compétition depuis une défaite aux tirs au but contre l'Iran pour la troisième place de la Coupe du monde 2016, et 34 sur 40 minutes depuis la défaite en demi-finale contre l'Argentine lors de ce tournoi.
La Russie subit sa cinquième défaite en finale de l'Euro de futsal depuis sa seule victoire en 1999. Abramov et Ivan Milovanov, ainsi que l'entraîneur russe Sergei Skorovich, subissent leur quatrième défaite en finale.

## Statistiques et récompenses

### Titres décernés
L'équipe du Portugal remporte le titre de champion d'Europe 2022. Le Portugal égale l'Italie avec deux titres (derrière l'Espagne qui en compte sept), est seulement la deuxième nation après l'Espagne (en 2007, 2010 et 2012) à conserver le titre, et rejoint ses voisins en remportant trois tournois majeurs d'affilée (après l'Euro 2018 et la Coupe du monde 2021). André Sousa, Bruno Coelho, André Coelho, João Matos, Fábio Cecílio, Pany et Tiago Brito sont tous champions d'Europe pour la deuxième fois, tout comme l'entraîneur Jorge Braz.
Pour la seconde édition consécutive, le trophée de meilleur joueur est décerné après analyse des performances réalisées tout au long du tournoi – à la fois individuellement et dans le collectif. L'influence du joueur sur les performances de son équipe, ainsi que le fait de jouer avec une attitude positive et avec respect, sont également pris en compte. Le portugais Zicky Té auteur de trois buts et autant de passes décisives en six matchs est désigné par le panel des observateurs techniques de l'UEFA. Le pivot du Sporting CP de vingt ans est décrit comme adroit et fort à la fois. Il a eu une influence importante pour son premier Euro de futsal, notamment avec les deux buts en demi-finale contre l'Espagne.
Le kazakh Birjan Orazov remporte le titre de meilleur buteur avec sept réalisations.
| Titre             | Équipe        |
| ----------------- | ------------- |
| Équipe championne | Portugal      |
| Meilleur joueur   | Zicky Té      |
| Meilleur buteur   | Birjan Orazov |

### Classement final
| #  | Équipe             | Pts | MJ | V | N | D | Bp | Bc | Diff. | Tour atteint    |
| -- | ------------------ | --- | -- | - | - | - | -- | -- | ----- | --------------- |
|    | Portugal           | 18  | 6  | 6 | 0 | 0 | 19 | 9  | +10   | Vainqueur       |
|    | Russie             | 15  | 6  | 5 | 0 | 1 | 24 | 9  | +15   | Finaliste       |
|    | Espagne            | 13  | 6  | 4 | 1 | 1 | 26 | 8  | +18   | 3e              |
| 4  | Ukraine            | 6   | 6  | 2 | 0 | 4 | 16 | 15 | +1    | 4e              |
| 5  | Kazakhstan         | 7   | 4  | 2 | 1 | 1 | 17 | 12 | +5    | quart de finale |
| 5  | Géorgie            | 6   | 4  | 2 | 0 | 2 | 6  | 14 | -8    | quart de finale |
| 5  | Finlande           | 4   | 4  | 1 | 1 | 2 | 9  | 13 | -4    | quart de finale |
| 5  | Slovaquie          | 4   | 4  | 1 | 1 | 2 | 9  | 17 | -8    | quart de finale |
| 9  | Azerbaïdjan        | 4   | 3  | 1 | 1 | 1 | 8  | 7  | +1    | phase de groupe |
| 9  | Pays-Bas           | 3   | 3  | 1 | 0 | 2 | 6  | 9  | -3    | phase de groupe |
| 9  | Croatie            | 3   | 3  | 1 | 0 | 2 | 6  | 10 | -4    | phase de groupe |
| 9  | Slovénie           | 2   | 3  | 0 | 2 | 1 | 7  | 8  | -1    | phase de groupe |
| 13 | Serbie             | 3   | 3  | 1 | 0 | 2 | 6  | 12 | -6    | phase de groupe |
| 13 | Italie             | 2   | 3  | 0 | 2 | 1 | 6  | 9  | -3    | phase de groupe |
| 13 | Pologne            | 1   | 3  | 0 | 1 | 2 | 4  | 10 | -6    | phase de groupe |
| 13 | Bosnie-Herzégovine | 0   | 3  | 0 | 0 | 3 | 4  | 11 | -7    | phase de groupe |

### Buteurs

#### Meilleurs buteurs et passeurs
| Nom                  | Buts (phase finale) | Passes décisives | Total buts (éliminatoires inclus) |
| -------------------- | ------------------- | ---------------- | --------------------------------- |
| Birzhan Orazov       | 7                   | 2                | 8                                 |
| Artem Antoshkin      | 5                   | 5                |                                   |
| Ivan Chishkala       | 5                   | 1                |                                   |
| Anton Sokolov        | 5                   | -                |                                   |
| Douglas Junior       | 4                   | 5                |                                   |
| Sergio Lozano        | 4                   | 5                |                                   |
| Afonso Jesus         | 4                   | 1                |                                   |
| Pany Varela          | 4                   | 1                |                                   |
| Mykhailo Zvarych     | 4                   | 1                | 8                                 |
| Mellado              | 3                   | 4                |                                   |
| Raúl Campos          | 3                   |                  | 8                                 |
| Raúl Gómez           | 3                   |                  | 8                                 |
| Marko Pršić          | 2                   |                  | 8                                 |
| Sebastian Leszczak   | 1                   |                  | 8                                 |
| Archil Sebiskveradze | 1                   |                  | 10                                |
| Sergei Abramov       | -                   | 5                |                                   |
| Edson                | -                   | 4                |                                   |
| Germans Matjušenko   | -                   |                  | 10                                |
| Steven Dillen        | -                   |                  | 8                                 |

#### Liste des buteurs
Le décompte ne comprend que les buts marqués lors de la phase finale,.
7 buts
- Birjan Orazov

5 buts
- Artëm Antoškin
- Ivan Čiškala
- Anton Sokolov

4 buts
- Douglas Júnior
- Afonso Jesus
- Pany Varela
- Sergio Lozano (1 tir de pénalité)
- Mychajlo Zvaryč

3 buts
- Rafael Vilela
- Douglas Nicolodi
- Zicky Té
- Tomáš Drahovský (1 penalty)
- Raúl Campos
- Raúl Gómez
- Miguel Ángel Mellado
- Danyil Abakshyn

2 buts
- Nermin Kahvedžić
- Matej Horvat
- Franko Jelovčić
- Henri Alamikkotervo
- Panu Autio
- Miika Hosio
- Thales Feitosa (1 penalty)
- Bruno Petry Branco
- Cainan De Matos
- Arnold Knaub
- Azat Valiullin
- Patryk Hoły
- André Coelho
- Tomás Paçó
- Andrej Afanas'ev
- Ivan Milovanov
- Artëm Nijazov
- Peter Kozár
- Martin Směřička
- Nejc Hozjan
- Marko Pršić (1 penalty)
- Chino
- Adolfo Fernández
- Carlos Ortiz
- Francisco Solano
- Ihor Korsun
- Petro Šoturma (1 penalty)

1 but
- İsa Atayev
- Bolinha
- Eduardo Borges
- Éverton Cardoso
- Josip Bošković
- Anel Radmilović (1 penalty)
- Kristijan Postružin
- Antonio Sekulić
- Juhana Jyrkiäinen
- Jani Korpela
- Juha-Matti Savolainen
- Elisandro Gomes
- Archil Sebiskveradze
- Alex Merlim
- Higuita
- Jomart Toqaev
- Mohammed Attaibi
- Lahcen Bouyouzan
- Saïd Bouzambou
- Jordany Martinus
- Oualid Saadouni
- Tomasz Kriezel
- Sebastian Leszczak (1 tir de pénalité)
- Miguel Ângelo
- Bruno Coelho (1 penalty)
- Pauleta
- Daniil Davydov
- Paulinho
- Robinho
- Slobodan Rajčević
- Denis Ramić
- Andreja Stojcevski
- Dragan Tomić
- Peter Serbin
- Matúš Ševčík
- Žiga Čeh
- Matej Fideršek
- Denis Totošković
- Teo Turk
- Boyis
- Borja Díaz
- Cecilio Morales
- Ihor Cherniavskyi
- Yaroslav Lebid
- Volodymyr Razuvanov
- Yevhen Siriy

1 contre-son-camp
- Kristijan Vasić (pour Espagne)
- Giorgi Ghavtadze (pour Espagne)
- Irak'li Todua (pour Espagne)
- Alex Merlim (pour Slovénie)
- Oualid Saadouni (pour Portugal)
- Stefan Rakić (pour Pays-Bas)
- Sergio Lozano (pour Azerbaïdjan)

## Aspect Socio-économique

### Sponsors
- Alipay (trophée du meilleur buteur)
- Booking.com
- FedEx
- Hisense (trophée du meilleur joueur)
- Mondo
- Volkswagen
- World First